# Kallax
Kallax is een stadje (tätort) binnen de Zweedse gemeente Luleå. De naam is afkomstig vanuit het Fins; Kalalaksi, waarin nog herkenbaar het Finse lahti, betekent Visbaai. Grootste straat van het dorp het dan ook Fiskehamväj, Vissershavenweg. Kallax heeft niets te maken met het meer oostelijker gelegen Kalix. Culinair is het bekend vanwege de plaatselijke variant van surströmming, maar veel bekender is het als (bij)naamdrager van de Luchthaven Luleå, ook wel Kallax Airport genoemd; het is een van drukste vliegvelden van Zweden.
Kallax ligt aan de Kallaxfjärden met recht tegenover zich Kallaxön.
Bestuurscentrum: Luleå (Tätort)
Tätort: Alvik · Antnäs · Bälinge · Bensbyn · Bergnäset · Brändön · Ersnäs · Gammelstad · Jämtön · Kallax · Karlsvik · Klöverträsk · Måttsund · Persön · Råneå · Rutvik · Södra Sunderbyn
Småort: Ale · Ängesbyn · Avan · Björknäs en Harrviken · Björsbyn · Böle · Börjelslandet · Brännan · Bränslan · Fällträsk · Gäddvik · Hagaviken · Midbyn · Mörön · Niemisel · Norra Gäddvik · Örarna · Reveln · Smedsbyn · Södra Prästholm · Sundom · Vitå
Overig: Alhamn · Skäret · Niemiholm